# Krznaši
Krznaši su skupina sisavaca kod kojih se oguljena koža prerađuje u krzno, sirovinu krznarskog obrta i industrije. Prema plemenitosti, krznaši i njihova krzna dijele se na plemenite (vidrica, kuna, činčila, polarna i srebrna lisica, dabar, vidra), poluplemenite (nutrija, crvena lisica, rakun, ris, ondatra) i obične (vjeverica, kunić, divlja mačka, krtica, hrčak). Neke su vrste krznaša, zbog prevelika izlova, moderne eksploatacije šuma te stvaranja lovnih rezervata, postale ugroženima pa su vjeverica, tekunica, hrčak, zerdav, vidra i divlja mačka u Hrvatskoj zaštićeni zakonom.
Zbog sve veće potražnje za krznima, uzgoj krznaša u kontroliranim uvjetima započeo je potkraj 19. stoljeća. Danas se u svijetu koristi koža od približno 175 vrsta životinja različite kvalitete krzna, a glavnina proizvodnje odvija se u skandinavskim zemljama. Ponajviše se uzgajaju nutrije, vidrice, lisice i činčile. Te vrste uglavnom dobro podnose uzgoj u zatočeništvu. Autohtona europska vidrica (Mustela lutreola) izumrla je, a ona koja se uzgaja širom Europe potječe od američke vidrice (Neovison vison). Vidrica se u svakodnevnom govoru naziva i nerc (od njemačkog: Nerz), kanadska lasica ili kanadska kuna. Njezin uzgoj u kontroliranim uvjetima uglavnom se odvija pod nadstrešnicama, u kavezima, a za hranidbu se koriste otpadni produkti klaonica, inkubatorskih stanica, zatim ribe te sušena krmiva životinjskoga podrijetla. Za nutriju (Myocastor coypus), u našim uvjetima, najprihvatljiviji je uzgoj u oborima. U Hrvatskoj se jedino činčile (Chinchilla lanigera, Chinchilla brevicaudata) uzgajaju organizirano, u kooperativnim odnosima, na nekoliko stotina obiteljskih gospodarstava. Uzgajaju se u kavezima smještenima u prostorijama s kontroliranim mikroklimatskim uvjetima, a uglavnom se hrane potpunim krmnim smjesama.
Krznaši obolijevaju od niza zaraznih bolesti, a zdravlje im mogu ugroziti i različite parazitske bolesti (npr. trakavičavost) i grinje iz rodova Sarcoptes, koje uzrokuju šugu što uništava krzno.